# 블루보이 사건
블루보이 사건은 1965년 일본에서 트랜스젠더에 대한 성전환 수술을 처벌한 사건이다.
매춘부로 일하던 사람을 조사해보니 그중 몇명이 법적 성별이 남성이지만 성전환 수술을 받은 사람이라는 것을 알게 된 일본 수사당국은 매춘부를 성매매로 기소함과 함께 의사를 불임수술을 금지한 우생보호법 위반으로 기소했다.
일본 법원은 성전환 수술이 필요한지 검증 없이 수술을 했다며 위법성의 조각이 되지 않는다며 유죄를 선고한다.
그 후 20년간 일본에서는 성전환 수술이 중단되었다.